# Trybliographa rufula
Trybliographa rufula är en stekelart som först beskrevs av Förster 1855.  Trybliographa rufula ingår i släktet Trybliographa, och familjen glattsteklar. Arten är reproducerande i Sverige.